# Шатор (планина)
Шатор је планина на западу БиХ која раздваја Ливањско поље од Гламочког. Највиши врх је Шатор, 1.875 m н/в. Испод самог врха налази се Шаторско језеро, уз који се налази и хотел који више није у функцији, а некада је служио као излетиште за људе из околних општина.
У подножју Шатор планине налазе се села Преодац, Тичево и Роре. 

## Галерија
- Шатор планина
- Поглед на Шаторско језеро са врхова изнад